# Áron Csongvai
 (juin 2025).
Áron Csongvai, né le 31 octobre 2000 à Budapest, est un footballeur international hongrois qui évolue au poste de milieu de terrain à l'AIK Fotboll.

## Biographie

### Carrière en club
Formé à Vasas, Csongvai rejoint l’académie d’Újpest en 2016. Il rejoint l'équipe réserve en 2018, où il s’illustre avec 12 buts en 38 matchs sur trois saisons. En 2019, il est brièvement prêté au Vác FC (1 match), avant d’intégrer durablement l’équipe première à partir de janvier 2020. Il remporte avec Újpest la Coupe de Hongrie en 2021, entrant en jeu lors de la finale.
Le 14 février 2023, il signe un contrat de trois ans avec le MOL Fehérvár FC,. Il y devient un titulaire régulier puis capitaine au milieu de la saison 2023-2024.
Le 13 février 2025, il rejoint le club suédois de l'AIK, en Allsvenskan, pour un contrat courant jusqu’en décembre 2027,.

### En sélection
Csongvai obtient sa première cape en équipe de Hongrie le 6 juin 2025, en amical face à la Suède (défaite 0-2).

## Palmarès

### En club
Újpest FC
- Coupe de Hongrie :
  - Vainqueur en 2020-2021[1].